# فراس القطوسي
فراس القطوسي (مواليد 6 سبتمبر 1995) هو لاعب تايكوندو تونسي، حصل على الميدالية البرونزية في وزن 80 كجم في ألعاب البحر الأبيض المتوسط 2022.وأحرز الميدالية الذهبية في أولمبياد باريس 2024 بعد تتويجه بلقب وزن -80 كلغ.

## وصلات خارجية
- فراس القطوسي على موقع TaekwondoData.com (الإنجليزية)
- فراس القطوسي على موقع اللجنة الأولمبية الدولية (الإنجليزية)